# Ocrida
Ocrida (in macedone Охрид?, Ohrid ['ɔxrit]), in albanese Ohri o Ohër) è una città della Macedonia del Nord.
Il territorio di Ocrida ospitò antichissimi insediamenti illirici e in seguito greci, mentre la città divenne in età medievale uno dei centri culturali, religiosi e artistici più importanti della Penisola Balcanica e dell'Europa slava. Nel 1979 la città e la sua regione vennero inclusi dall'UNESCO nella lista dei Patrimoni dell'umanità.

## Geografia fisica
Ocrida si trova sulle sponde del Lago di Ocrida, al confine con l'Albania. Il territorio del comune comprende la città capoluogo e le località di Šipokno, Dolno Lakočerej, Gorno Lakočerej, Elšani, Elešec, Konjsko, Lagadin, Leskoec, Orman, Peštani, Ljubaništa, Rača, Ramne, Sveti Stefan, Trpejca, Velestovo, Velgošti, Kosel, Kuratica, Livoišta, Openica, Plakje, Rasino, Rečica, Sirula, Skrebatno, Sviništa, Vapila e Zavoj.
La popolazione del comune è in larghissima parte macedone.

## Nome
In macedone e nelle altre lingue slave meridionali il nome della città è Охрид/Ohrid, mentre in albanese la città è conosciuta come Ohri o Ohër. Nomi storici sono Dyassarites, che presenta un'origine illirica e i nomi greci di Lychnidos (Λύχνιδος), Ochrida (Οχρίδα) e Achrida (Αχρίδα), dei quali gli ultimi due sono ancora in uso. In italiano era chiamata anche Locrida (L'Ocrida).

## Storia
Situata sulle sponde del lago omonimo, Ocrida è uno dei più antichi insediamenti urbani in Europa. Reperti archeologici del Neolitico (circa 6000 a.C.), rinvenuti nei pressi delle rive del lago, mostrano come il territorio di Ocrida fu abitato fin da tempi remoti. Secondo quanto afferma Erodoto, i primi abitanti di cui si ha conoscenza furono popoli affini agli Illiri.
L'odierna città di Ocrida deriva dall'antico centro di Lychnidos, antica capitale della Desaretia. Ciò è confermato da numerose fonti bizantine, in cui è scritto "la città è posta su un'alta collina nei pressi dell'ampio lago di Lychnidos, dal quale la città ha ricavato il nome Lychnis, mentre era precedentemente conosciuta come Dyassarites" (dall'illirico "oesserites", gente che vive sulle coste del lago).

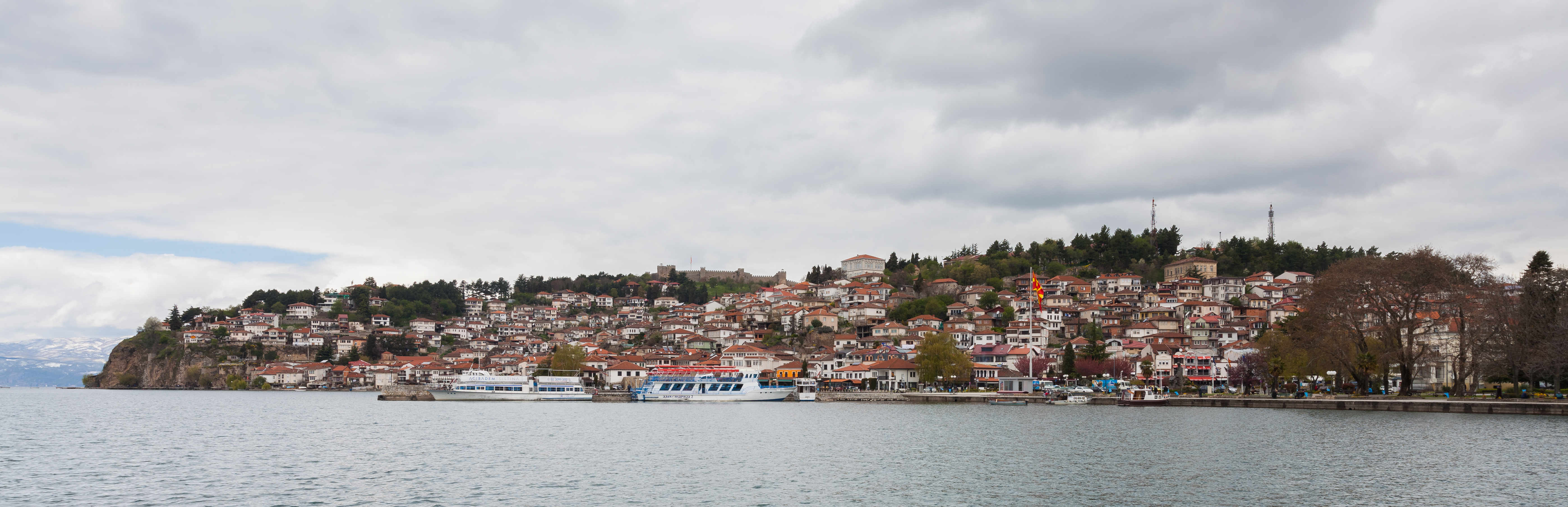
Panorama sulla città dal lago

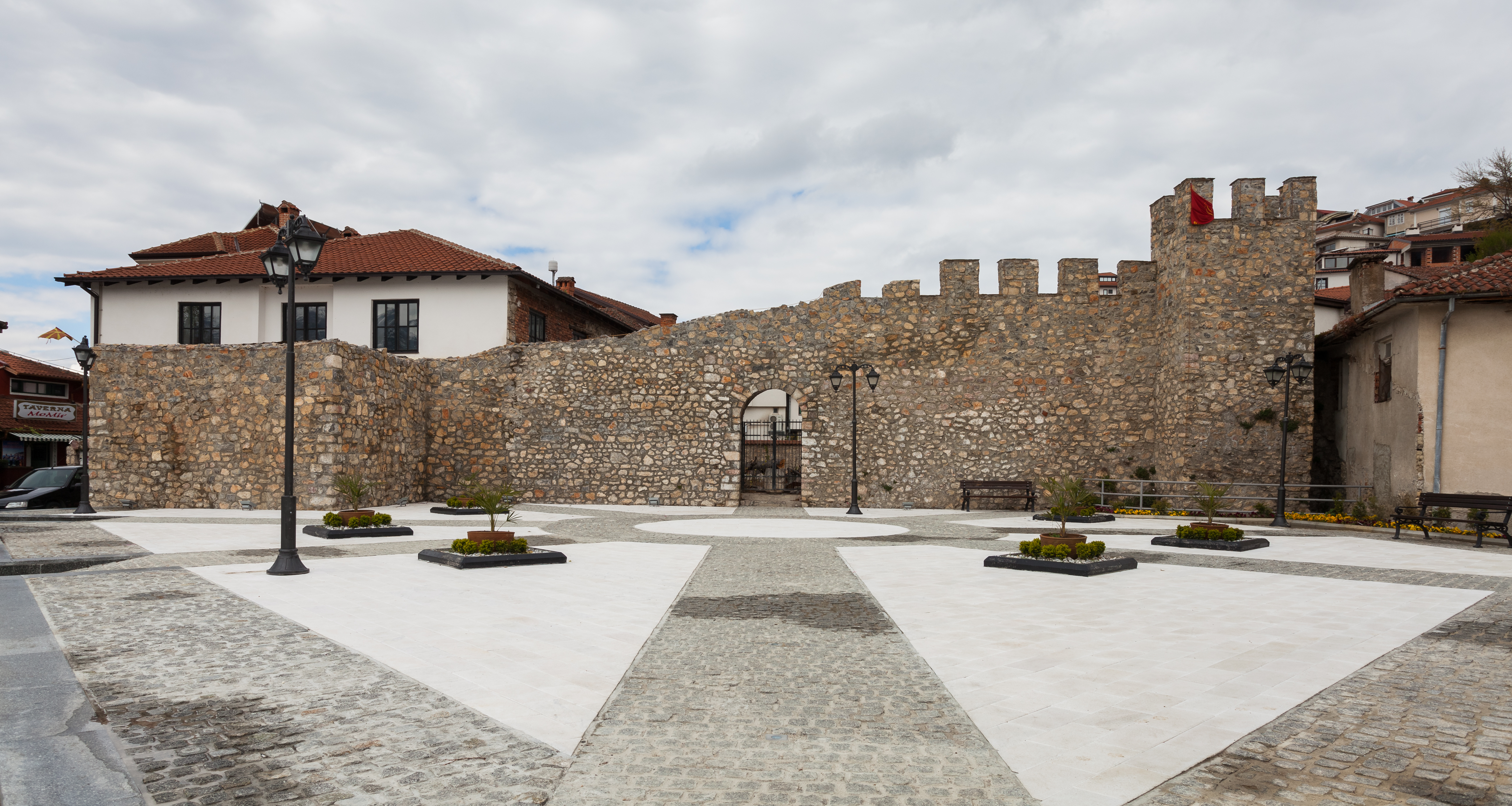
Mura della città

Scavi archeologici all'interno della fortezza dello tsar Samuele (Самуил, Samuil), edificata tra il X e l'XI secolo, hanno portato alla luce i resti di una più antica fortezza, risalente al periodo di Filippo II di Macedonia (IV secolo a.C.).
Il lago di Ocrida era posto lungo la Via Egnatia, che collegava l'antico porto sul Mar Adriatico di Dyrrachion (l'odierna Durazzo) con Bisanzio.
La città accrebbe la propria importanza in periodo paleocristiano: i vescovi di Lychnidos parteciparono a numerosi concili ecumenici. I Bulgari conquistarono la città nell'867. Il nome di Ohrid compare per la prima volta nell'879. Tra il 990 e il 1015, Ocrida divenne la capitale e la roccaforte dell'Impero Bulgaro dello tsar Samuele. Dal 990 al 1018 la città fu inoltre la sede dell'importante Patriarcato di Ocrida. Dopo la conquista bizantina della città nel 1018, il Patriarcato venne retrocesso ad Arcidiocesi e posto sotto l'autorità del Patriarca ecumenico di Costantinopoli.
Le posizioni dell'alto clero dopo il 1018 vennero occupate quasi stabilmente da Greci, anche durante il periodo di occupazione ottomana, fino all'abolizione dell'Arcidiocesi nel 1767. All'inizio del XVI secolo l'Arcidiocesi di Ocrida raggiunse la sua massima importanza, includendo al proprio interno le eparchie di Sofia, Vidin, Valacchia e Moldavia, parti del precedente Patriarcato serbo di Peć e anche i distretti ortodossi in Italia (Calabria, Puglia e Sicilia), Venezia e Dalmazia.
Come città episcopale, Ocrida divenne un importante centro culturale. Gran parte delle chiese che vi si sono conservate furono costruite dai Bizantini e dai Bulgari, mentre le restanti furono edificate durante il periodo di dominazione serba durante il tardo Medioevo (dal 1334).
Il centro culturale di Ocrida è ritenuto il luogo da dove ha avuto origine l'alfabeto cirillico, probabilmente ad opera di San Clemente di Ocrida, che riformò l'antico alfabeto glagolitico creato dai Santi Cirillo e Metodio.
Boemondo I di Antiochia, principe di Taranto, e il suo esercito normanno conquistarono la città nel 1083. Nel XIII e nel XIV secolo Ocrida fu tenuta da diverse potenze: il Despotato d'Epiro, l'Impero Bizantino, la Bulgaria e infine il Regno (poi Impero) di Serbia.
Alla fine del XIV secolo cadde definitivamente in mano turca e divenne territorio ottomano fino al 1912. Nel 1664 in città si trovavano solo 142 abitazioni cristiane. La situazione economica e culturale migliorò nel XVIII secolo quando Ocrida ritornò ad essere un importante centro commerciale lungo la Via Egnatia; la città verso la fine del 1700 contava circa 5 000 abitanti.
Negli anni conclusivi del XVIII secolo e nella prima parte del XIX, la regione di Ocrida, come altre parti dell'Europa ottomana, divenne un focolaio di malcontento: signori feudali semindipendenti come Mahmud Pasha Bushatlija e Djeladin Beg controllavano il territorio e sfidavano apertamente il governo centrale, impossessandosi delle tasse riscosse e usandole per rafforzare le loro forze armate personali.
Verso la fine del XIX secolo, la città era costituita da 2 409 abitazioni e contava una popolazione di 11 900 abitanti, dei quali il 45% era di fede musulmana, mentre i restanti erano per lo più cristiani ortodossi.
A conclusione delle guerre balcaniche (1913) Ocrida divenne parte del moderno Regno di Serbia e in seguito del Regno di Jugoslavia. Dopo la seconda guerra mondiale, la città venne inclusa nella neocostituita Repubblica Socialista di Macedonia, una delle sei repubbliche costituenti la Jugoslavia socialista e federale. Dal novembre 1991 è una città della Repubblica indipendente di Macedonia.

## Storia ecclesiastica
Il primo vescovo conosciuto fu Zosimus (344 circa). Nel VI secolo la città venne distrutta da un terremoto, ma venne ricostruita dall'imperatore Giustiniano (527-565), che era nato non lontano dalla città stessa. Secondo alcuni storici, anche per questo fattore il nuovo insediamento venne chiamato Justiniana Prima, la più importante delle numerose nuove città che presero nome dall'imperatore. Louis Duchesne sostiene però che questo onore non spetti ad Ocrida, ma all'antica Scupi, l'odierna capitale macedone Skopje, un'altra città di frontiera dell'Illiria.

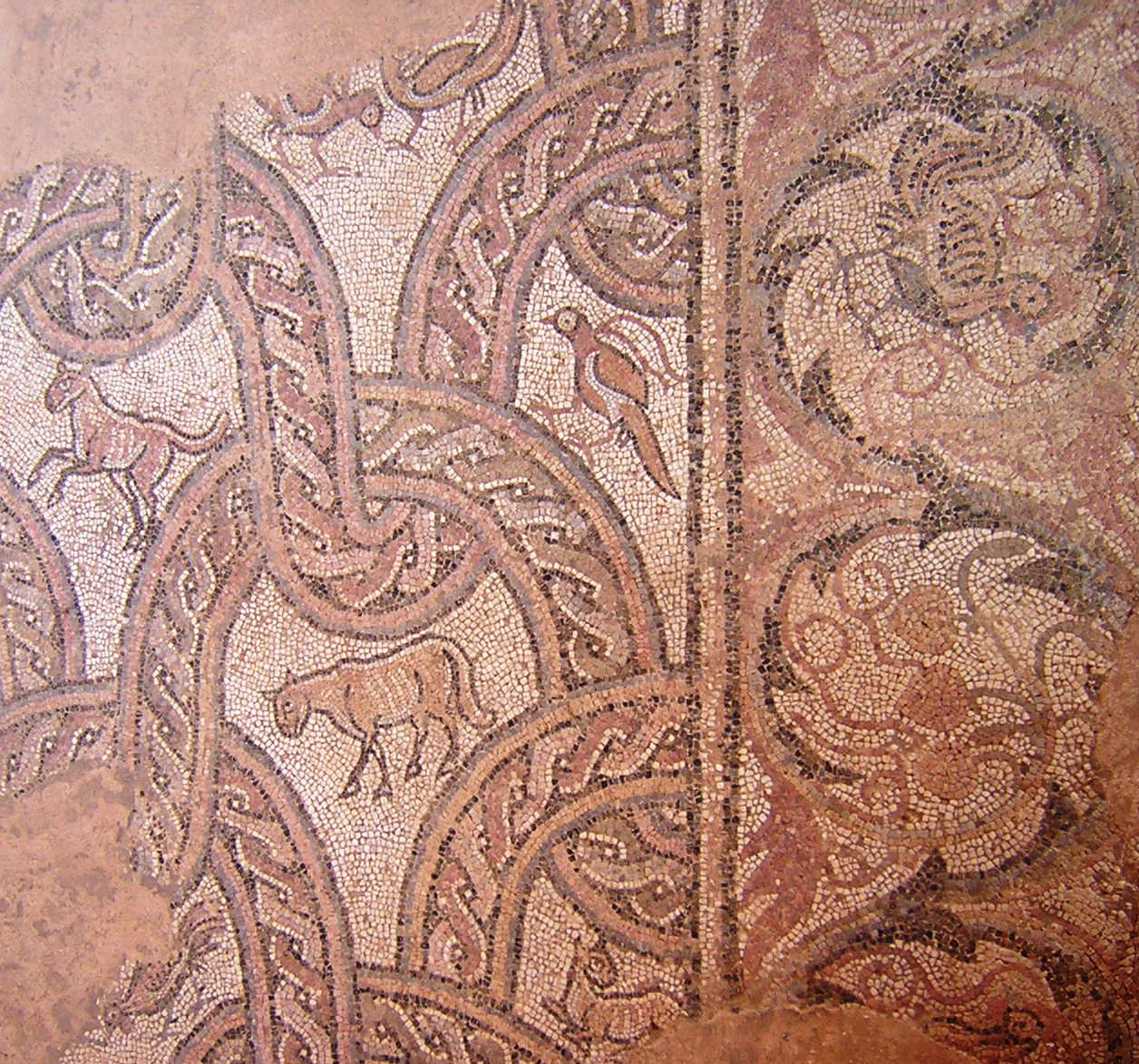
Mosaici della basilica paleocristiana di Plaošnik

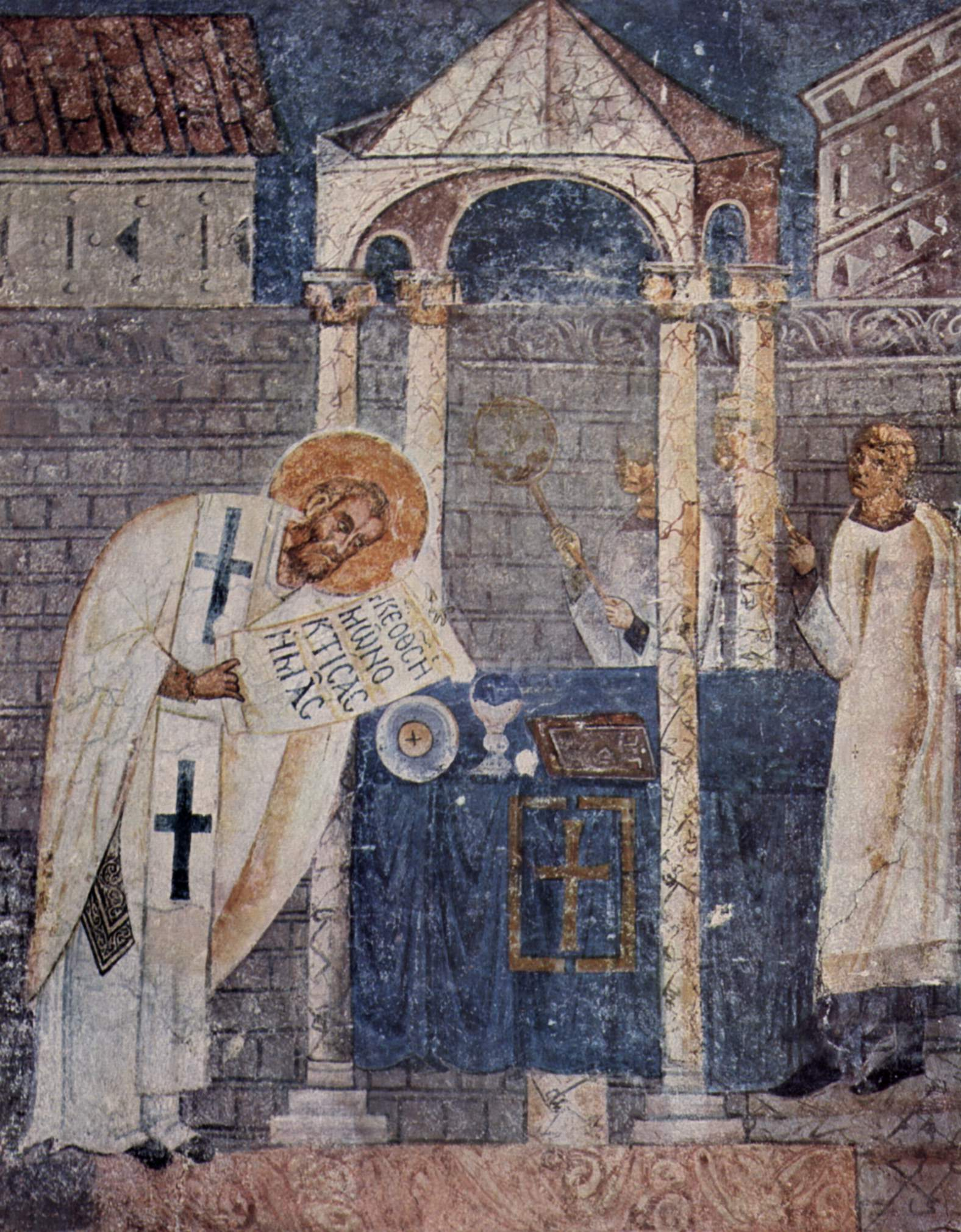
Affreschi della Cattedrale di Santa Sofia (XI secolo)

La nuova città Macedone divenne il capoluogo della prefettura, o dipartimento, dell'Illiria e per motivi politici divenne anche la capitale ecclesiastica dell'Illiria e delle regioni meridionali del bacino del Danubio dell'Impero (Ungheria meridionale, Bosnia, Serbia, Transilvania, Moldavia, Valacchia). Giustiniano non fu però capace di ottenere l'approvazione per la creazione di questo ente ecclesiastico da parte di Agapito I o di papa Silverio. Questo atto imperiale, oltre ad essere un'usurpazione dell'autorità civile su materie di competenza ecclesiastica, era anche un danno nei confronti di Salonicco, città che presentava l'antico diritto di rappresentare la Sede Apostolica nelle regioni illiriche. Ciò nonostante la nuova diocesi rivendicò e ottenne il privilegio dell'autocefalia, o indipendenza ecclesiastica, e attraverso la sua lunga e complessa storia mantenne e lottò per mantenere questa sua caratteristica.
Papa Vigilio, sotto la pressione dell'autorità di Giustiniano, riconobbe l'esercizio dei diritti patriarcali al metropolita di Justiniana Prima all'interno dei confini del suo territorio civile, ma Gregorio Magno si rapportò con il metropolita della città in maniera non diversa degli altri vescovi illirici soggetti alla Santa Sede.
Le invasioni degli Avari e degli Slavi nel VII secolo causarono in parte la rovina di questo antico centro religioso, che mantenne in sospeso per due secoli il suo carattere di indipendenza.
Tuttavia dopo la conversione dei capi dell'Illiria (864), la città conobbe un nuovo grande periodo di crescita, questa volta con il nome di Achrida (Achris). La predicazione cristiana fu possibile attraverso l'arrivo di missionari bizantini, mentre il primo arcivescovo venne mandato da Roma.
Fu inoltre in questo luogo che i Bulgari si dettero e ricevettero i primi canoni relativi alla fede e alla disciplina cristiana, come ad esempio i Responsa ad Consulta Bulgarorum di Nicola I (858-867), uno dei documenti canonici più importanti del Medioevo. Il re (knjaz) Boris cadde comunque presto sotto l'influenza bizantina. Nell'ottavo consiglio generale tenutosi a Costantinopoli (869), la Bulgaria venne incorporata nel Patriarcato bizantino di Costantinopoli e nell'870 i missionari latini vennero espulsi. Da questo momento metropoliti bizantini ressero Ocrida.
La città divenne inoltre la capitale politica dell'Impero Bulgaro per due secoli e approfittò delle conquiste militari bulgare del X secolo, diventando sede metropolitana a capo di diverse diocesi bizantine nei nuovi territori conquistati dai Bulgari in Macedonia, Tessaglia e Tracia.

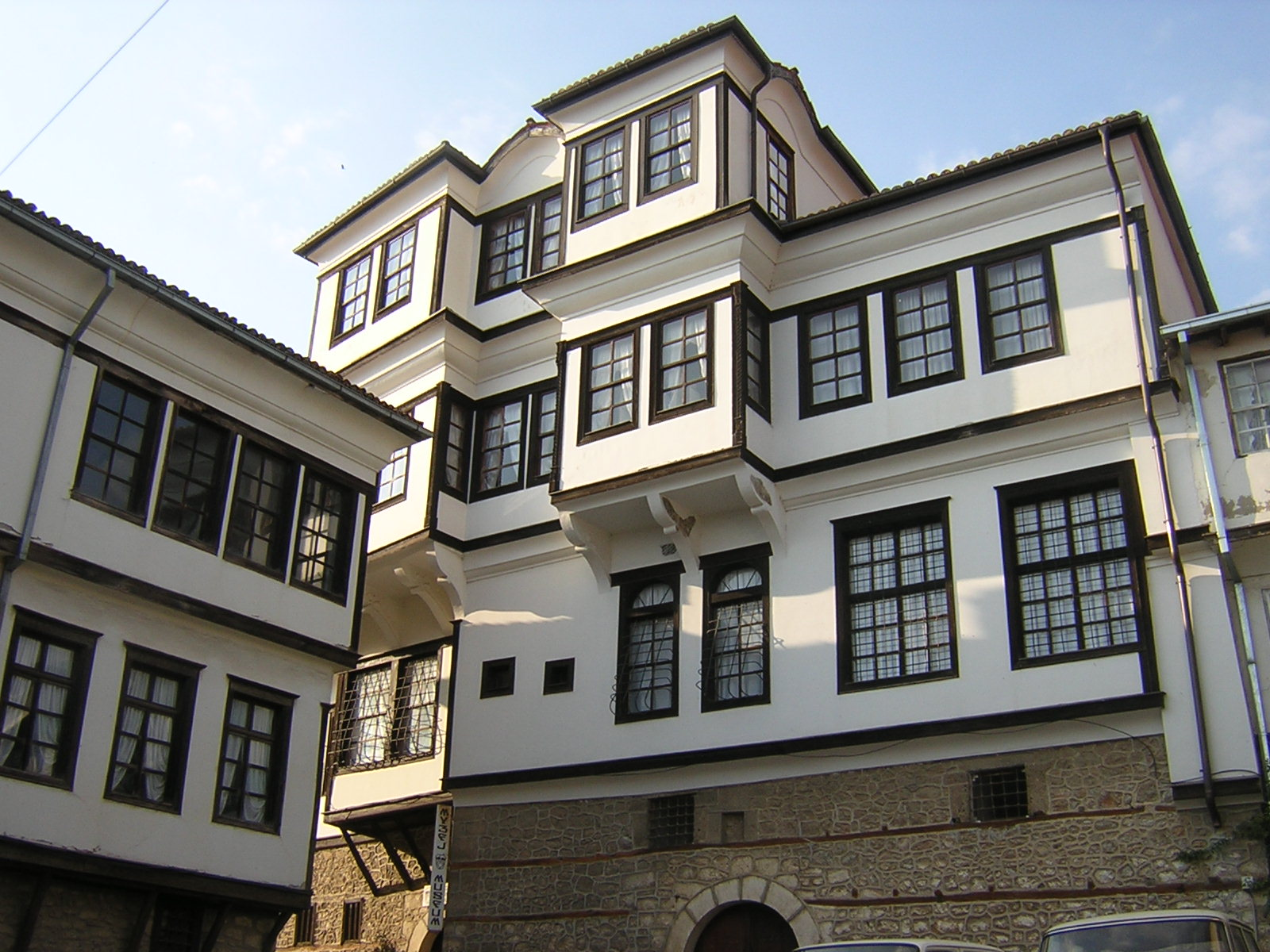
L'abitazione della ricca famiglia Robevi

Nella prima parte dell'XI secolo l'Impero fu soggetto all'autorità dell'imperatore bizantino Basilio I il Macedone e questo favorì legami più stretti tra Ocrida e Costantinopoli. Nel 1053 l'arcivescovo Leone di Ocrida firmò, con la conoscenza del fatto da parte del patriarca bizantino Michele I Cerulario, l'ultima lettera a Giovanni di Trani contro la Chiesa latina (l'anno successivo le scomuniche vicendevoli di papa Leone IX e di Michele Cerulario sanciranno ufficialmente lo Scisma d'oriente e la separazione fra la Chiesa ortodossa e quella cattolica).
Teofilatto di Ocrida (1078) fu uno dei più famosi esegeti greci del Medioevo; nella sua corrispondenza (Ep., 27) egli sostenne l'indipendenza della diocesi di Ocrida. Secondo Teofilatto il Patriarca di Costantinopoli non aveva diritto di ordinare in Bulgaria, territorio che aveva vescovi indipendenti. In realtà Ocrida in questo periodo raramente fu in rapporti e in comunicazione con Bisanzio e Roma.
Missionari latini, in particolare frati francescani, apparvero ad Ocrida nel XIV e nel XV secolo. I vescovi latini di Ocrida fedeli al papa nel XVII secolo erano, come ai giorni nostri, vescovi titolari, cioè solo nominalmente a capo di una sede che per la Chiesa cattolica era estinta.
L'autorità del metropolita di Ocrida cessò nel 1767 quando il Patriarca ortodosso di Costantinopoli, Arsenio, abolì il patriarcato di Ocrida su ordine del sultano ottomano Mustafa III. Al massimo della sua importanza, l'Arcidiocesi di Ocrida esercitava la sua autorità su sei diocesi metropolitane e sei diocesi episcopali.
Negli ultimi anni, sia l'autoproclamata Chiesa ortodossa autocefala di Macedonia, sia quella parte della Chiesa macedone che è rimasta fedele al patriarcato di Serbia, hanno ripristinato l'antica dignità di arcidiocesi alla città di Ocrida.

## Monumenti e musei

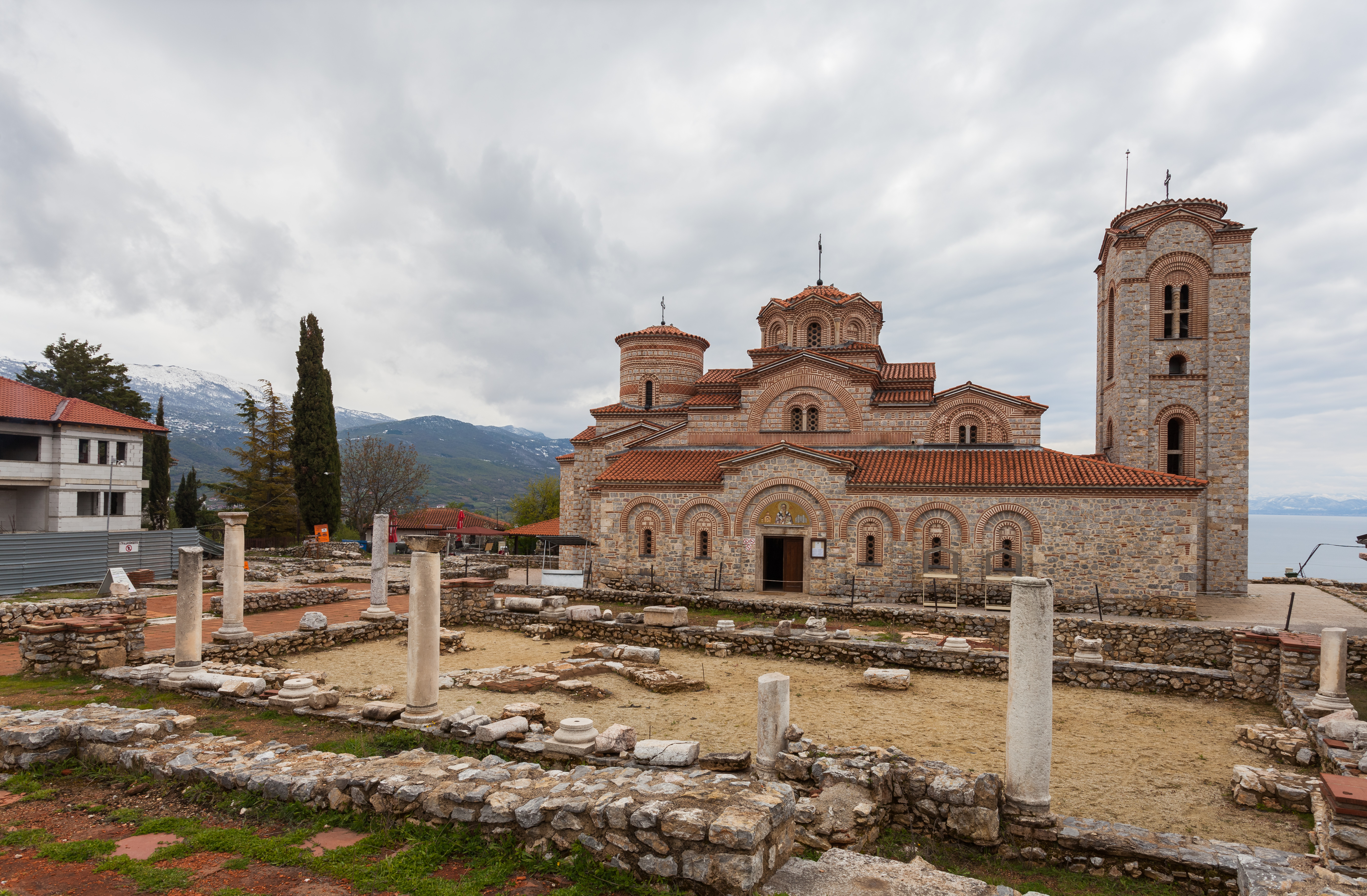
Chiesa di San Clemente

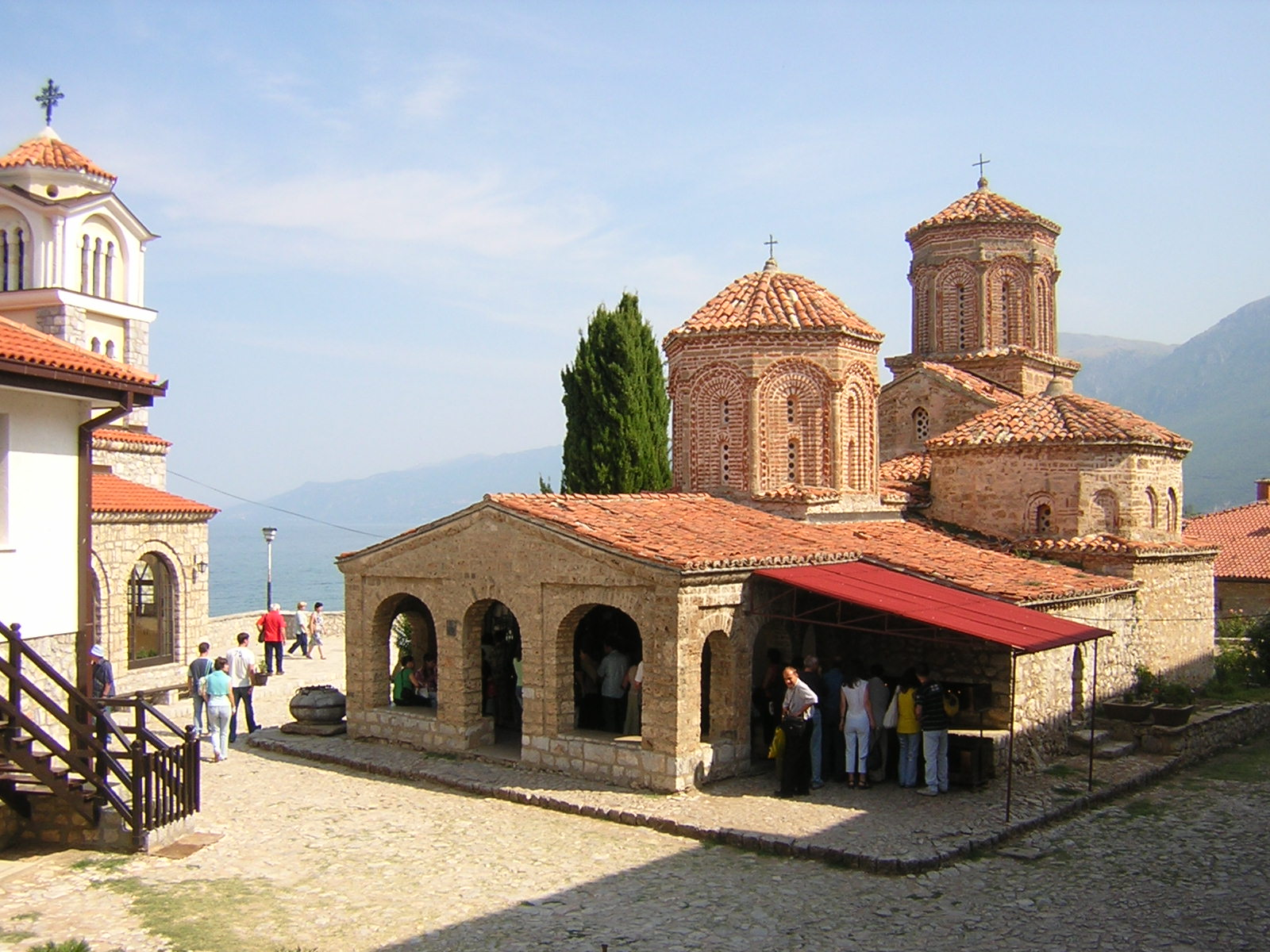
Monastero di San Naum

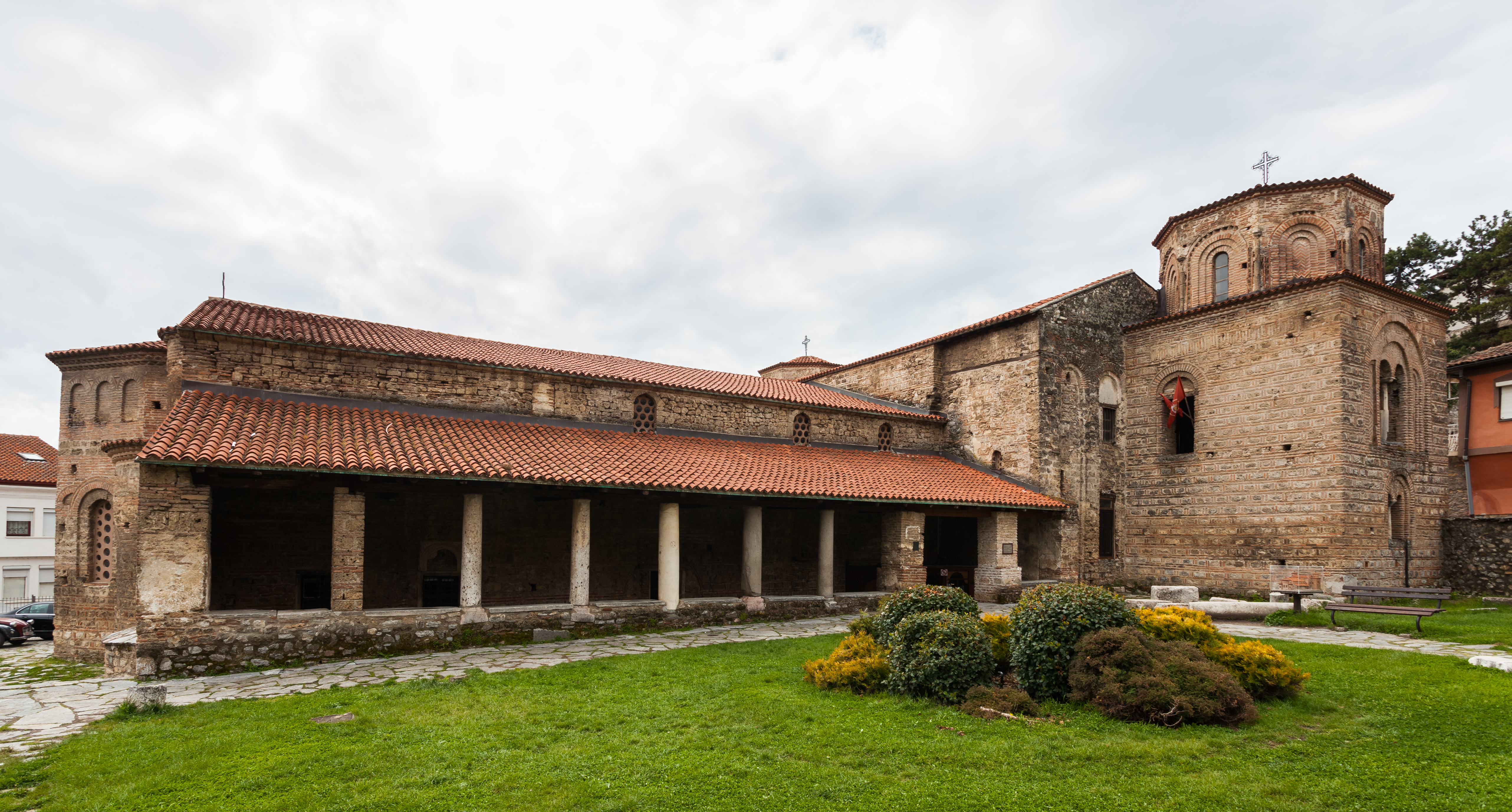
Chiesa di Santa Sofia

È nota una leggenda, supportata anche dalle narrazioni di un viaggiatore ottomano del XV secolo, Evliya Çelebi, che sostiene l'antica presenza all'interno dei confini della città di 365 cappelle, una per ciascun giorno dell'anno. La città moderna presenta un numero significativamente minore di edifici religiosi. Tuttavia, durante il Medioevo, Ocrida era nota come la "Gerusalemme slava".
Tra gli edifici ecclesiastici di rilevante importanza ricordiamo in primis: la Cattedrale di Santa Sofia, il Monastero di San Pantaleone, il Monastero di San Naum, Il Monastero di San Giovanni e oltre alla ricostruita chiesa di San Clemente. Questi edifici monumentali si ricordano non solo per l'importanza architettonica e artistica, ma soprattutto per la particolare tecnica costruttiva denominata a 'Castone' o 'Cloisonné'. Una tecnica costruttiva muraria che vedeva l'utilizzo di materiali calcarei e mattoni di recupero di edifici più antichi, apparecchiati ad arte.
Selezione di alcuni luoghi di interesse:
- Cattedrale di Santa Sofia (iniziata nel sec. XI)
- Monastero di San Pantaleone a Plaošnik
- Chiesa di San Nicola Bolnički (sec. XIV)
- Chiesa di San Clemente (sec. XIII-XIV)
- Chiesa di San Giovanni Caneo[5]
- Chiesa di San Giorgio
- Monastero di San Naum
- Chiesa di San Zaum
- Chiesa di San Petka
- Chiesa di Santo Stefano
- Chiesa dei Santi Costantino ed Elena
- Chiesa di San Dimitri
- Vestigia della basilica paleocristiana di Sant'Erasmo (IV secolo)
- Fortezza dello tsar Samuele (X-XI secolo) - una delle più imponenti fortificazioni dei Balcani con una cinta muraria alta 16 m e lunga 3 km
- Moschea di Ali Pasha
- Museo della cultura scrittorea slava
- Teatro antico
- Museo su Acqua Archeologico (la ricostruzione del villaggio neolitico)

Oltre ad essere un importante centro religioso dell'Europa sud-orientale, Ocrida fu un centro culturale rilevante per il sapere e la letteratura pan-slava. Il monastero di San Pantaleone a Plaošnik, in passato distrutto dall'esercito ottomano e ristrutturato a partire dal 2000, ospitò una delle più antiche università del mondo slavo e dell'Europa in generale, fondata nell'893 dal vescovo Clemente di Ocrida.

## Eventi e manifestazioni
- Festival estivo di Ohrid (Охридско лето), importante festival annuale teatrale e di musica classica e jazz organizzato dal Ministero della cultura con il patrocino del Presidente della Repubblica della Macedonia del Nord (giugno-agosto);
- Festival balcanico di musiche e danze folk (Балкански фестивал на народни песни и ора), festival annuale all'inizio di giugno.

## Amministrazione

### Gemellaggi
Ocrida è gemellata con:
- Pogradec
- Tirana
- Queanbeyan
- Wollongong
- Plovdiv
- Veliko Tărnovo
- Windsor
- Dalian
- Seongnam
- Vinkovci
- Patrasso
- Budua
- Katwijk
- Podol'sk
- Kragujevac
- Zemun
- Pirano
- Safranbolu
- Yalova
- Jalta

## Galleria d'immagini

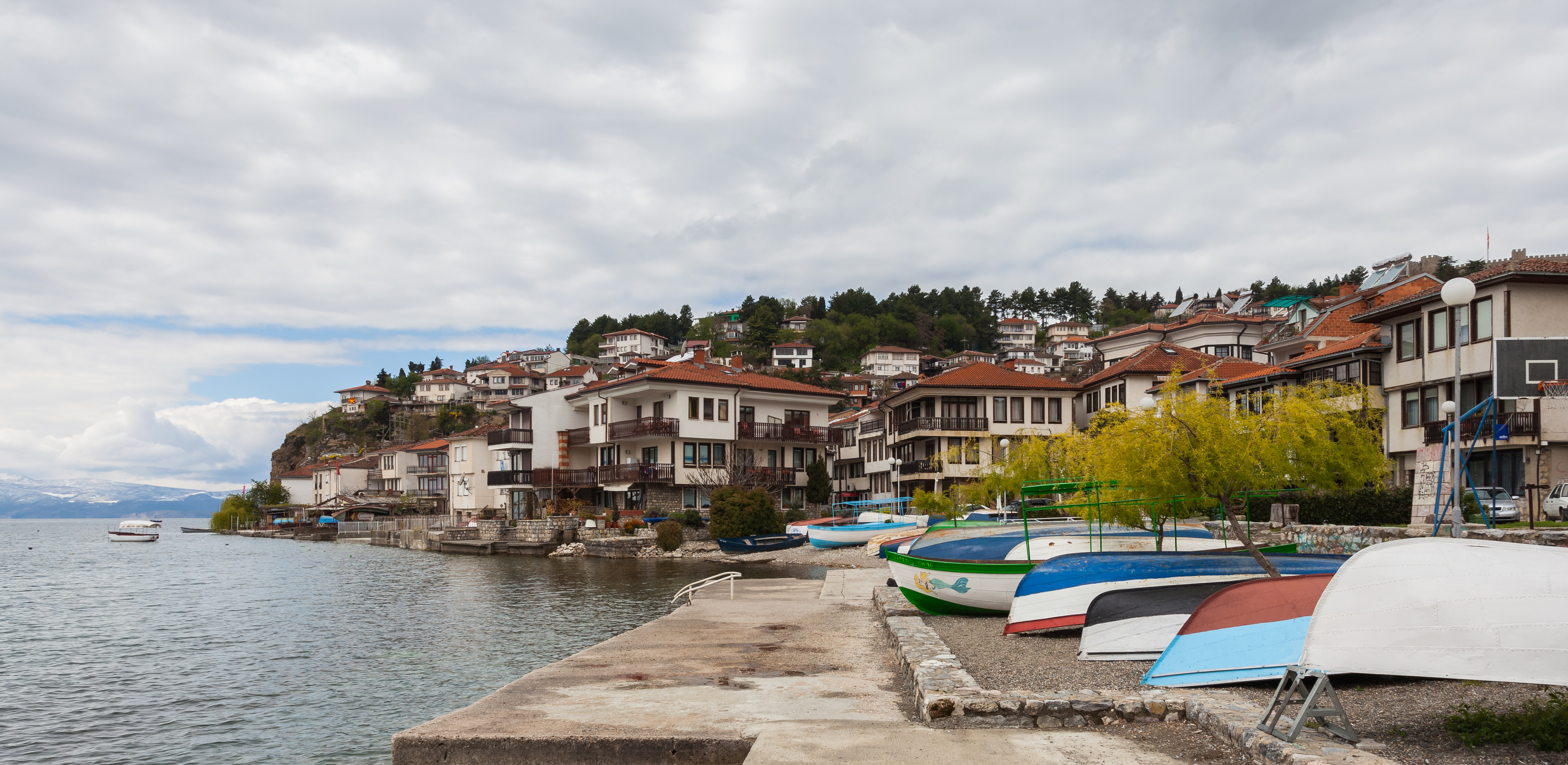
Ocrida
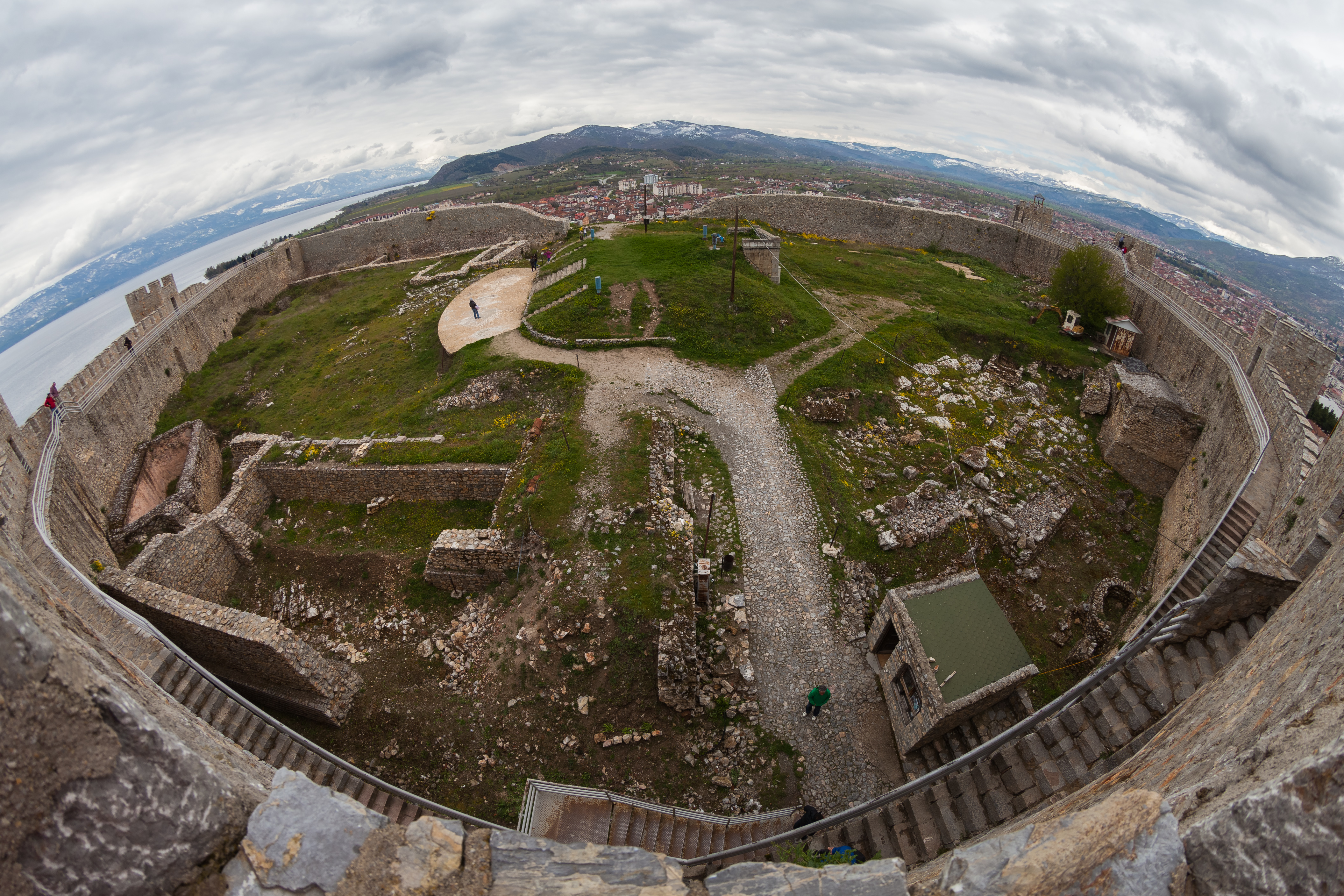
Interno della fortezza dello zar Samuele
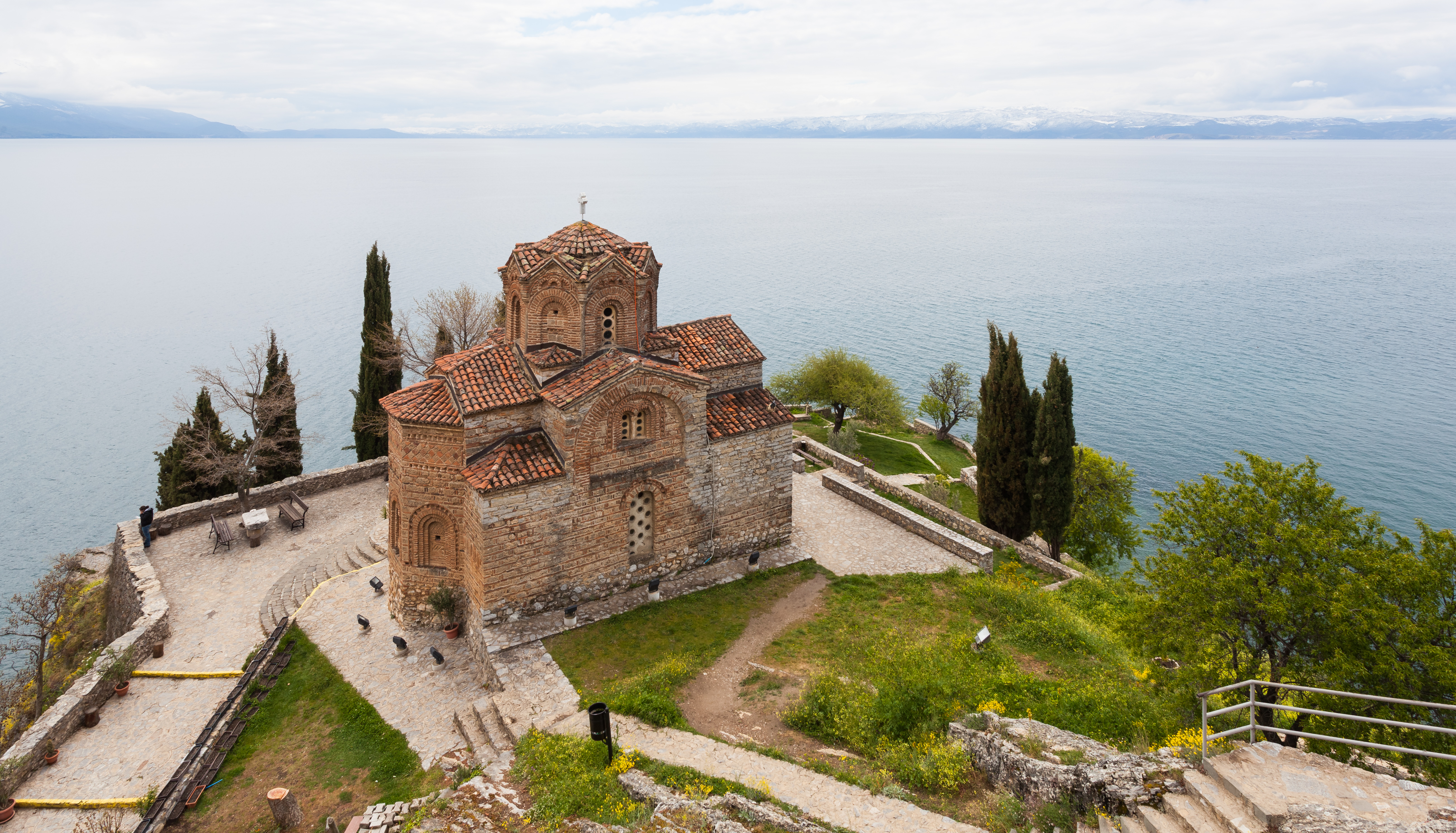
Sveti Jovan
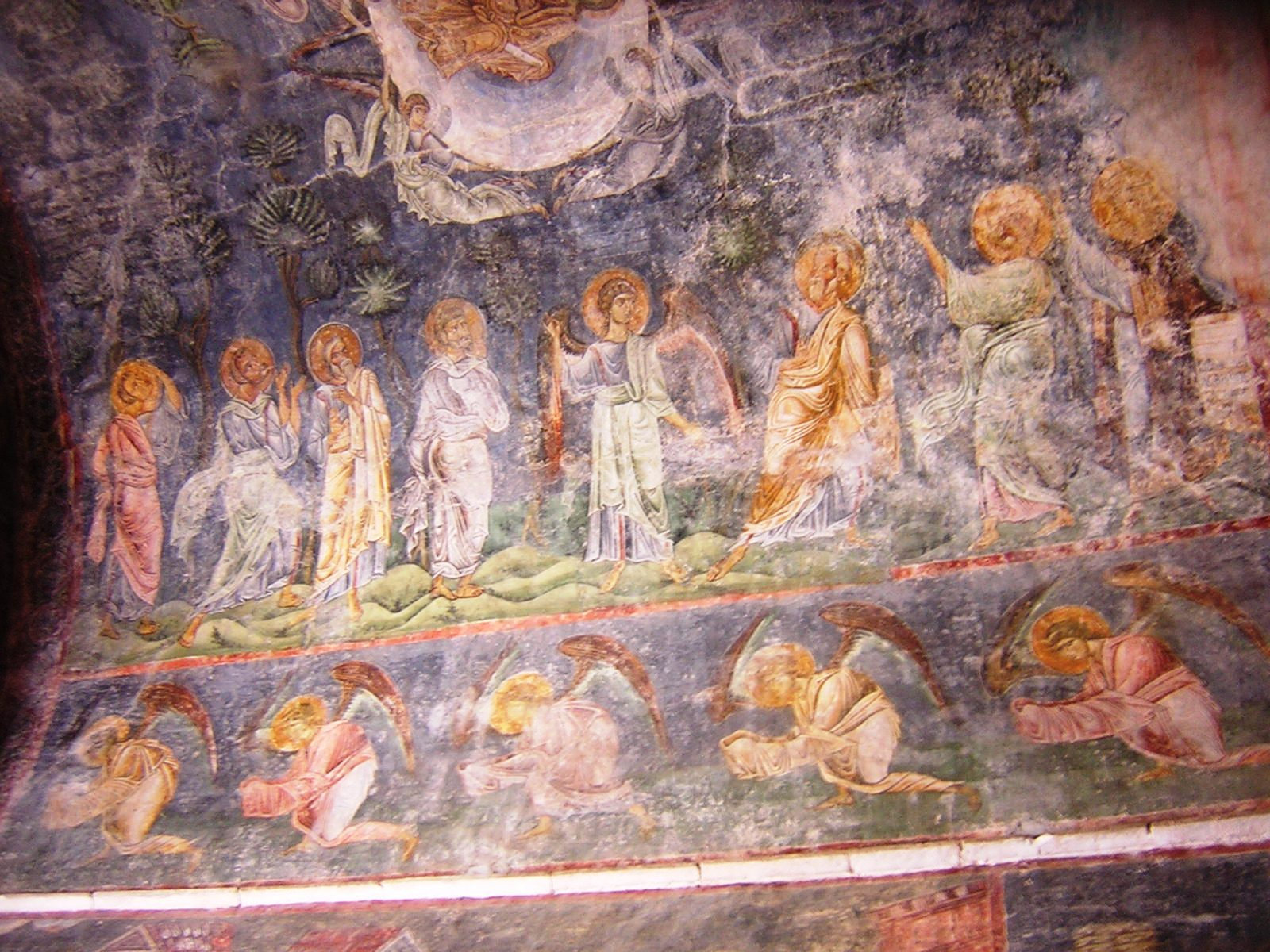
Affreschi della cattedrale di Santa Sofia
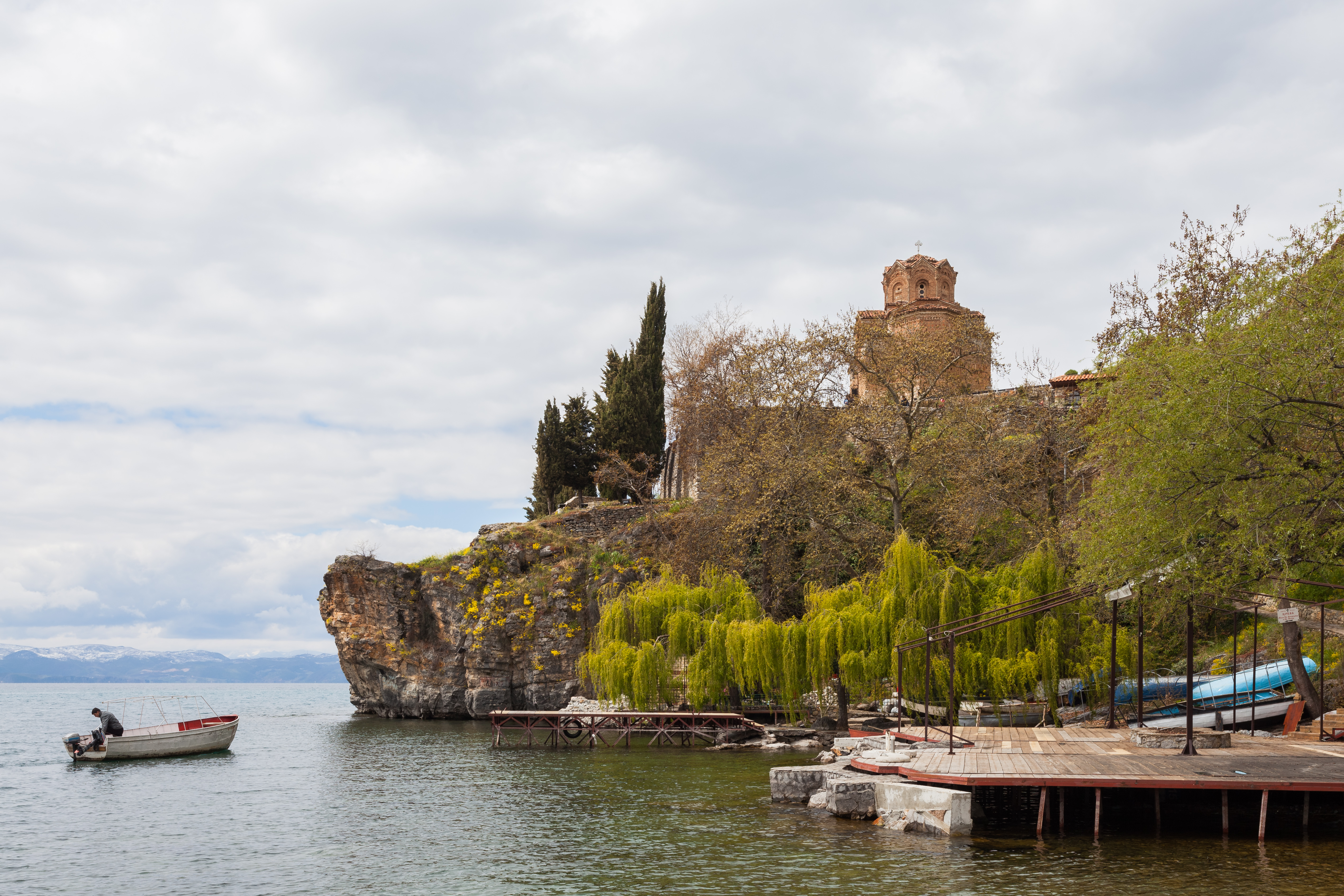
Sveti Jovan
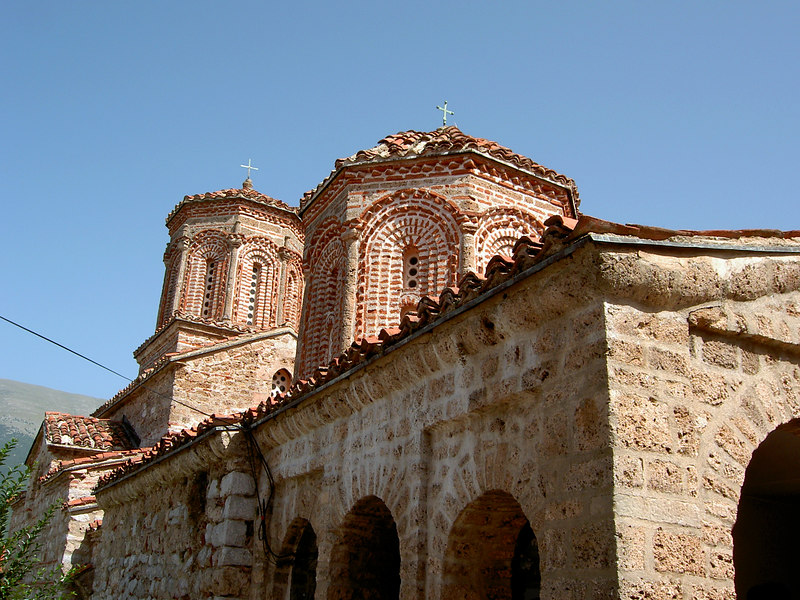
Sveti Naum
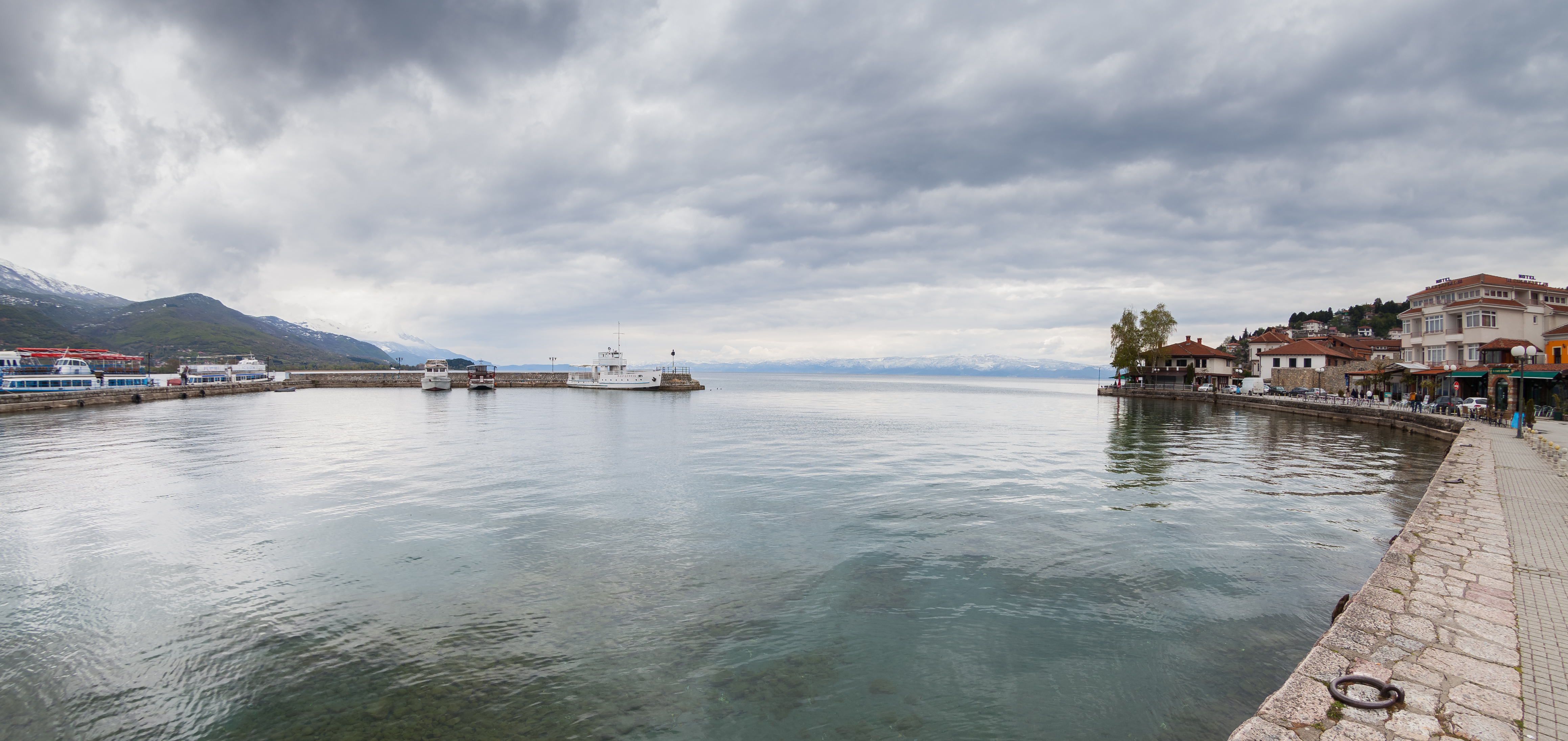
Porto
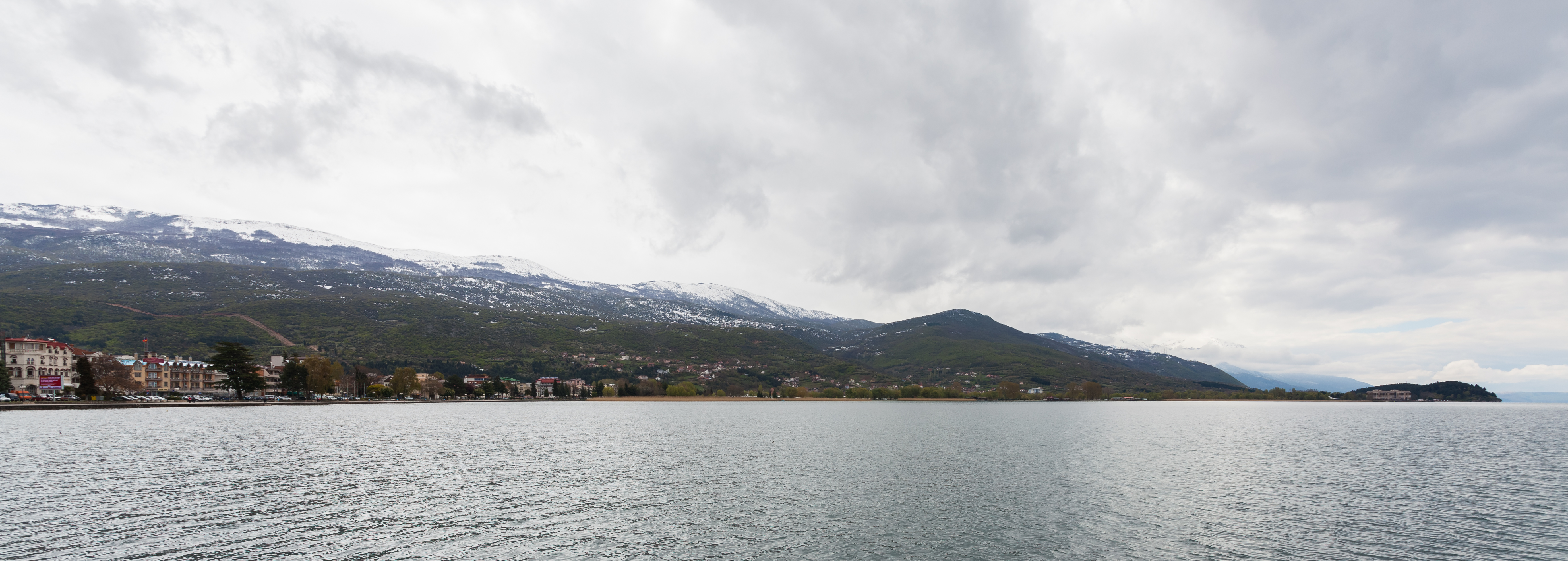
Ocrida e il lago
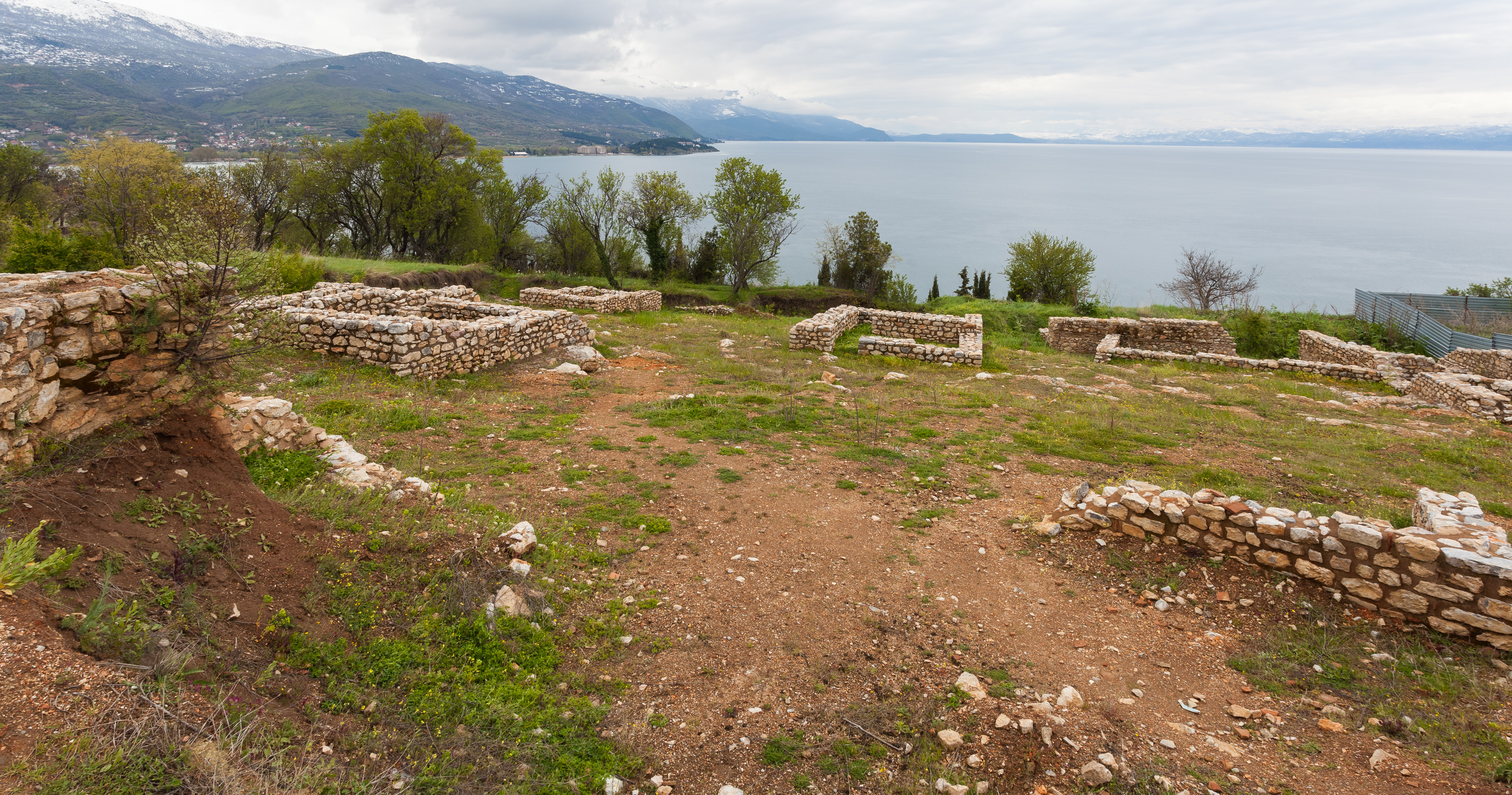
Sito archeologico di Plaosnik